# Ibn Zafar
Muhammad ibn ʿAbd Allāh ibn Zafar, auch Muhammad ibn Zafar as-Saqali und weitere Varianten, kurz Ibn Zafar (arabisch حجة الدين أبو عبد الله محمد بن أبي محمد بن محمد بن ظفر الصقلي, DMG Ḥuǧǧat ad-Dīn Abū ʿAbd Allāh Muḥammad b. Abī Muḥammad b. Muḥammad b. Ẓafar aṣ-Ṣaqalī; * 1104; † 1170 oder 1172) war ein aus Sizilien stammender arabischer Schriftsteller und politischer Philosoph in der Zeit der Normannen. 

## Sulwan al-Mutaʿ
Sein سلوان المطاع في عدوان الأتباع / Sulwān al-muṭāʿ fī ʿudwān al-atbāʿ, für das er oft mit Niccolò Machiavelli, dem Verfasser des Il Principe, verglichen wurde, wurde Mitte des 19. Jahrhunderts von dem sizilianischen Orientalisten Michele Amari entdeckt und erschien 1851 auf Italienisch. Es wurde in mehrere Sprachen übersetzt.

„"Ein weiser Erzieher ist vielmehr der, der seine Forderungen an den Zögling in der Weise stellt, daß er ihm seine tadelswerten Wesenszüge verschleiert, verheimlicht und verhehlt." Ibn Zafar, 1169“

## Übersetzungen
- Joseph A. Kechichian: The Just Prince: A Manual of Leadership (engl.)